# ليزلي ويست
ليزلي ويست (24 يناير 1905 في المملكة المتحدة - 12 نوفمبر 1982) (بالإنجليزية: Leslie West)‏ هو لاعب كريكت بريطاني وبريطاني (وحمل سابقاً جنسية المملكة المتحدة لبريطانيا العظمى وأيرلندا). لعب مع نادي مقاطعة ساسكس للكريكت ‏.

## وصلات خارجية
- ليزلي ويست على موقع إي آس بي آن كريك إنفو (الإنجليزية)